# Энряку-дзи
Энряку-дзи (яп. 延暦寺) — буддийский монастырь на горе Хиэй над городом Киото, был основан в конце VIII — начале IX веков монахом Сайтё (767—822), носившим также имя Дэнгё-дайси, который создал в Японии школу Тэндай на базе одноимённой китайской школы Тяньтай. Это один из самых влиятельных монастырей японской истории, он до сих пор является центром школы Тэндай, которая была особенно популярна среди японской аристократии, этот монастырь послужил основой для образования других школ буддизма, в частности школ Чистых Земель, дзэн и Нитирэн.
В 807 году Сайтё, опираясь на поддержку императора Камму, ординировал сто учеников. Монахи обязаны были провести двенадцать лет в строгой дисциплине, медитациях и обучении. Лучшие ученики получали места в монастыре, другие получали должности при правительстве и дворе. В период расцвета Энряку-дзи представлял собой огромный комплекс из 3000 храмов и огромной армией монахов-воинов (僧兵, сохэй), которые вступали временами в ожесточённые битвы с другими монастырями и политическими лидерами. В X веке разыгрались споры о наследстве между преемниками патриархов школы Тэндай Эннина и Энтина. Диспуты переросли в вооружённое противостояние, с одной стороны стояли монахи с горы Хиэй (山門; саммон, Монашеский орден), а с другой — монахи храма Мии-дэра (寺門; дзимон, Храмовый орден). Сначала воины использовались для регулирования дискуссий, но потом монастыри стали наращивать армии, набирая наёмников, и проводили военные операции, и даже угрожали столице, выдвигая свои требования.
В 1571 году военачальник Ода Нобунага, реализуя свою программу по объединению страны, наведению стабильности и ликвидации мятежей, прекратил существование буддийских армий, взяв штурмом монастырь Энряку-дзи и уничтожив три тысячи его обитателей. Монастырь был разрушен и прекратил существование. Лишь через 30-40 лет после смены власти монастырь был отстроен заново.
Сейчас храмовый комплекс состоит из трёх частей — Тодо (東堂; восточный зал) где располагался ранее настоятель монастыря, Сайто (西堂; западный зал), где также находился ушедший в отставку настоятель, и Ёкава (横川). Наиболее важные храмы и сооружения находятся в Тодо.
В 2006 году монастырь оказался в центре скандала, связанного с японской организованной преступностью. 4 апреля в Энряку-дзи была проведена церемония для бывших лидеров группировки якудза Ямагути-гуми. Поскольку подобные религиозные службы используются якудза в качестве демонстрации силы и для сбора средств, полиция префектуры Сига просила храм воздержаться от её проведения, но получила отказ: церемония была проведена, её посетило более сотни высокопоставленных членов клана Ямагути-гуми, а взамен храм получил от якудза денежную плату. Когда сообщения о произошедшем попали в японскую прессу, например, газеты Асахи симбун и Ёмиури симбун, храм оказался в центре скандала национального масштаба. 18 мая того же года руководство храма объявило об отставке и опубликовало извинения, в том числе на веб-сайте и в электронных письмах в три тысячи храмов-филиалов.